# Marcelo Fabián Sosa
Marcelo Fabián Sosa (Montevideo, Uruguay, 2 de junio de 1978) es un exfutbolista uruguayo que jugaba como mediocentro defensivo. su último club fue el Danubio Fútbol Club.
Su apogeo como futbolista se produjo en parte de la temporada 2005 cuando jugó para el Atlético de Madrid. Le llamaban pato por su particular modo de correr y por la forma de sus pies.[cita requerida]

## Biografía

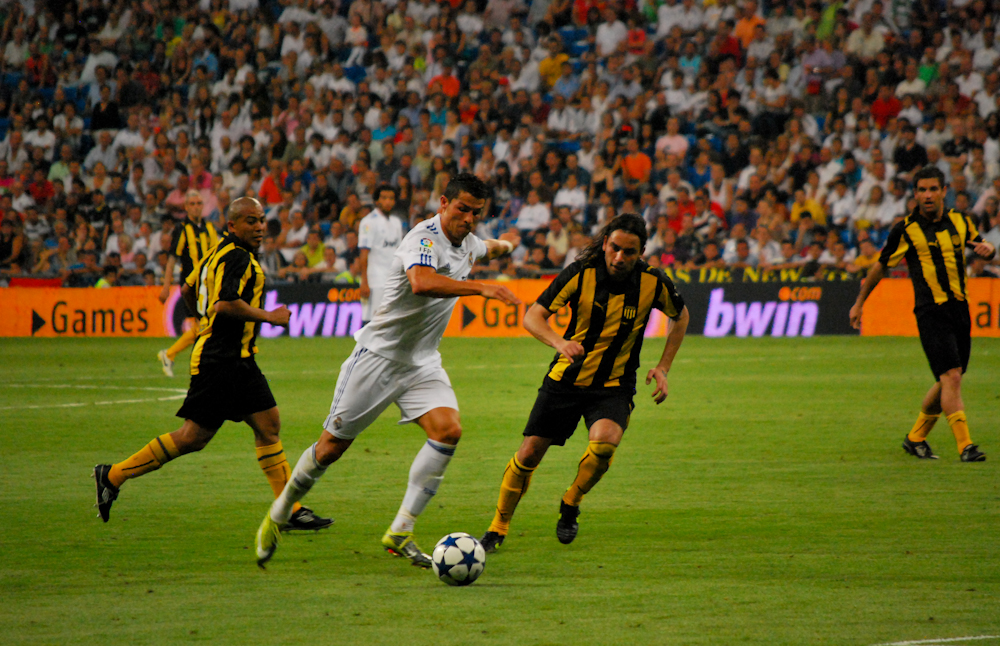
El Pato Sosa yendo a buscar una pelota en posesión de Cristiano Ronaldo en un amistoso frente al Real Madrid en 2010.

En su país natal ha defendido los colores de Danubio, Nacional, Peñarol y Racing.
En el exterior ha jugado en Spartak Moscú de Rusia, River Plate de Argentina y Atlético de Madrid donde se hizo famoso por caerse en su presentación, y Osasuna, también de España, a partir del año 2008 viste la camiseta de los Tecos de la UAG de México. 
Además, Sosa ha jugado en la Selección de Uruguay en varias ocasiones, incluyendo la Copa América 2004. El 5 de enero de 2010, regresó al fútbol de su país, fue presentado como nuevo jugador de Peñarol para el Torneo Clausura temporada 2009-10. A la llegada de Diego Aguirre a la dirección técnica de Peñarol, este decide inmediatamente dejarlo afuera del club.
En febrero de 2011 firmó con el Racing Club de Montevideo.
En septiembre de 2012 se desvinculó de Racing para sellar su vuelta a Danubio, siendo así la primera incorporación del técnico Juan Ramón Carrasco.

## Selección nacional
Participó en la selección uruguaya en la Copa América 2004 y eliminatorias Sudamericanas
Participaciones en Copa América
| Copa              | Sede | Resultado    |
| ----------------- | ---- | ------------ |
| Copa América 2004 | Perú | Tercer lugar |

## Clubes
| Club                 | País      | Año         | Part. | Goles |
| -------------------- | --------- | ----------- | ----- | ----- |
| Danubio              | Uruguay   | 1996 - 2003 | 126   | 13    |
| Spartak Moscú        | Rusia     | 2004        | 9     | 0     |
| Atlético Madrid      | España    | 2004 - 2005 | 28    | 0     |
| Osasuna (cedido)     | España    | 2005 - 2006 | 13    | 0     |
| River Plate (cedido) | Argentina | 2006        | 3     | 0     |
| Nacional             | Uruguay   | 2007        | 37    | 1     |
| Tecos                | México    | 2008 - 2009 | 42    | 0     |
| Peñarol              | Uruguay   | 2010 - 2011 | 26    | 3     |
| Racing Montevideo    | Uruguay   | 2011 - 2012 | 28    | 1     |
| Danubio              | Uruguay   | 2012 - 2013 | 18    | 0     |
| Total                | Total     | Total       | 330   | 18    |

## Palmarés

### Campeonatos nacionales
| Título              | Club     | País    | Año     |
| ------------------- | -------- | ------- | ------- |
| Torneo Apertura     | Danubio  | Uruguay | 2001    |
| Torneo Clausura     | Danubio  | Uruguay | 2002    |
| Torneo Liguilla     | Nacional | Uruguay | 2007    |
| Torneo Clausura     | Peñarol  | Uruguay | 2010    |
| Campeonato Uruguayo | Peñarol  | Uruguay | 2009-10 |